# Omostropus
Omostropus es un  género de coleópteros adéfagos de la familia Carabidae.

## Especies
Comprende las siguientes especies:
- Omostropus australis Basilewsky, 1946
- Omostropus cratognathoides (Chaudoir, 1876)
- Omostropus kilimanus Basilewsky, 1946
- Omostropus mandibularis (Roth, 1851)
- Omostropus minor Basilewsky, 1948
- Omostropus rotundatus Clarke, 1973
- Omostropus similis Peringuey, 1896
- Omostropus tersulus Peringuey, 1896
- Omostropus vicarius Peringuey, 1896